# FC Sozopol
FC Sozopol (Bulgaars: Футболен клуб Созопол) is een Bulgaarse betaaldvoetbalclub uit de stad Sozopol, opgericht in 2008.